# Ландсберг ам Лех
Ландсберг ам Лех (њем. Landsberg am Lech) општина је у њемачкој савезној држави Баварска. Једно је од 31 општинског средишта округа Ландсберг ам Лех. Према процјени из 2010. у општини је живјело 27.712 становника. Посједује регионалну шифру (AGS) 9181130.

## Географски и демографски подаци
Ландсберг ам Лех се налази у савезној држави Баварска у округу Ландсберг ам Лех. Општина се налази на надморској висини од 585–630 метара. Површина општине износи 57,9 km². У самом мјесту је, према процјени из 2010. године, живјело 27.712 становника. Просјечна густина становништва износи 479 становника/km².

## Међународна сарадња
| Мјесто       | Држава               | Врста сарадње | Од    |
| ------------ | -------------------- | ------------- | ----- |
| Хадсон       | САД                  | партнерство   | 1984. |
| Рока ди Папа | Италија              | партнерство   | 1989. |
| Фејлсворт    | Уједињено Краљевство | партнерство   | 1974. |
| Буши         | Уједињено Краљевство | пријатељство  | 1988. |
|              | Француска            | партнерство   | 1986. |
| Извор        |                      |               |       |